# Přebor Moravskoslezského kraje 2018/2019
V soubojích 59. ročníku Přeboru Moravskoslezského kraje 2018/19 (jedna ze skupin 5. fotbalové ligy) se utkalo 16 týmů každý s každým dvoukolovým systémem podzim–jaro. Tento ročník začal v sobotu 4. srpna 2018 úvodními pěti zápasy 1. kola a skončil 15. června 2019. Vítězem se stal tým SK Beskyd Frenštát pod Radhoštěm a spolu s ním postoupil i tým FK SK Polanka nad Odrou, oba týmy budou hrát v nově vytvořené Divizi F.

## Změny týmů proti sezoně 2017/18
- Z Divize E 2017/18 sestoupilo do Moravskoslezského krajského přeboru mužstvo TJ Lokomotiva Petrovice.
- Ze skupin I. A třídy Moravskoslezského kraje 2017/18 postoupila mužstva SK Moravan Oldřišov (vítěz skupiny A), TJ Dolní Datyně-Havířov (vítěz skupiny B), TJ Unie Hlubina (2. místo ve skupině A) a SK Brušperk (3. místo ve skupině B).

## Nejlepší střelec
Nejlepším střelcem ročníku se stal Pavel Klimpar z celku SK Beskyd Frenštát pod Radhoštěm, který vstřelil 32 branek.

## Konečná tabulka
Zdroj: 
| Poř. | Tým                              | Z  | V  | R  | P  | VG | OG  | B  |
| ---- | -------------------------------- | -- | -- | -- | -- | -- | --- | -- |
| 1.   | SK Beskyd Frenštát pod Radhoštěm | 30 | 23 | 4  | 3  | 89 | 28  | 73 |
| 2.   | FK SK Polanka nad Odrou          | 30 | 22 | 5  | 3  | 81 | 29  | 71 |
| 3.   | TJ Břidličná                     | 30 | 15 | 12 | 3  | 64 | 42  | 57 |
| 4.   | SK Beskyd Čeladná                | 30 | 14 | 6  | 10 | 71 | 60  | 48 |
| 5.   | FK Český Těšín                   | 30 | 13 | 8  | 9  | 43 | 37  | 47 |
| 6.   | TJ Háj ve Slezsku                | 30 | 13 | 7  | 10 | 65 | 55  | 46 |
| 7.   | TJ Lokomotiva Petrovice (S)      | 30 | 14 | 4  | 12 | 61 | 53  | 46 |
| 8.   | ŠSK Bílovec                      | 30 | 13 | 6  | 11 | 69 | 39  | 45 |
| 9.   | SK Brušperk (N)                  | 30 | 12 | 8  | 10 | 62 | 67  | 44 |
| 10.  | SC Pustá Polom                   | 30 | 10 | 5  | 15 | 43 | 51  | 35 |
| 11.  | TJ Unie Hlubina (N)              | 30 | 10 | 5  | 15 | 50 | 60  | 35 |
| 12.  | SK Moravan Oldřišov (N)          | 30 | 10 | 5  | 15 | 50 | 62  | 35 |
| 13.  | FK Krnov                         | 30 | 9  | 5  | 16 | 47 | 57  | 32 |
| 14.  | TJ Dolní Datyně-Havířov (N)      | 30 | 7  | 6  | 17 | 29 | 80  | 27 |
| 15.  | SK Šenov                         | 30 | 5  | 2  | 23 | 46 | 90  | 17 |
| 16.  | FK Stará Bělá                    | 30 | 5  | 2  | 23 | 45 | 105 | 17 |

|  | Postup do Divize F 2019/20                                          |
|  | Sestup do skupin I. A třídy Moravskoslezského kraje – sk. A 2019/20 |
|  | Sestup do skupin I. A třídy Moravskoslezského kraje – sk. B 2019/20 |